# Верхньошироківське
Верхньошироківське (до 2016 року — Октя́брь) — село Новоазовської міської громади Кальміуського району Донецької області, Україна. Відстань до райцентру становить близько 24 км і проходить автошляхом місцевого значення.

## Новітня історія
Унаслідок російської військової агресії із вересня 2014 р. село перебуває на тимчасово окупованій території.
18 липня 2015-го підірвався на міні при виконанні бойового завдання під Маріуполем біля села Октябрь солдат 131-го батальйону Станіслав Рижов.
У 2016 році перейменовано у рамках декомунізації. Окупаційні війська продовжують використовувати радянську назву.

## Населення
За даними перепису 2001 року населення села становило 282 особи, з них 77,66 % зазначили рідною мову українську, 21,63 % — російську, 0,35 % — білоруську та польську мови.